# Megachile harthulura
Megachile harthulura är en biart som beskrevs av Cockerell 1937. Megachile harthulura ingår i släktet tapetserarbin, och familjen buksamlarbin. Inga underarter finns listade i Catalogue of Life.